# 1434
Năm 1434 là một năm trong lịch Julius.